# Besos negros
Besos negros es una película del género falso documental producida entre Colombia y España y dirigida por Alejandro Naranjo. Estrenada oficialmente en el Festival Tallinn Black Nights de Estonia en 2022, fue exhibida en algunas salas de cine colombianas en octubre de 2023 e hizo parte del catálogo del XV Festival Internacional de Cine de Cali.

## Sinopsis
Gladys es atacada por un ente demoníaco desde hace veinte años, cuando su anterior pareja usó magia negra en su contra. El Monseñor Andrés Tirado, quien promueve una iglesia católica libre del celibato, acude en su ayuda e intenta realizarle un exorcismo. Mientras tanto interviene en el ritual Édgar Kerval, un reconocido ocultista colombiano que desea casarse con su novio Rick Nekro, pero requiere la realización de un pacto de devoción con Lucifer.

## Reparto

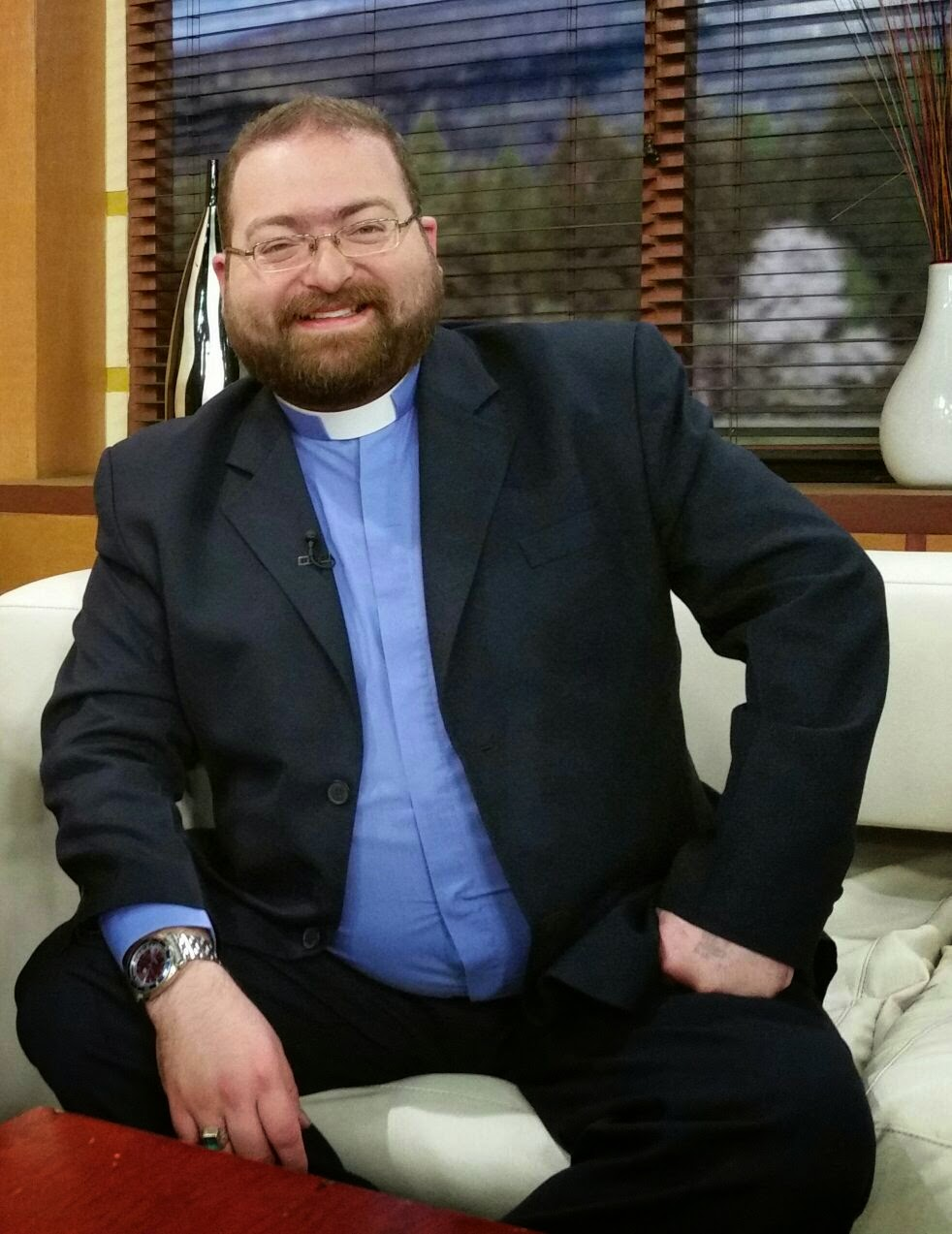
El Monseñor Andrés Tirado (en la imagen) es uno de los personajes principales del filme.

- Gladys Rodríguez
- Monseñor Andrés Tirado
- Édgar Kerval
- Rick Nekro

## Recepción
Sandra Ríos del portal CineVista manifestó que «entre la rareza de su temática y personajes, [la película] reivindica esa necesidad humana de sentirse conectado con una fuerza o energía intangible que de sentido a la vida».Para Fernando Gálligo de Cinemagavia, afirmó que Besos negros es «una sencilla película de autor, atractiva por lo que nos muestra en sus setenta minutos y cómo nos lo presenta, de manera íntima y natural, de modo libre sin prejuicios».